# Campeonato Africano de Atletismo de 2016 - Arremesso de peso feminino
A prova do arremesso de peso feminino do Campeonato Africano de Atletismo de 2016 foi disputada no dia 26 de junho  no Kings Park Stadium  em Durban, na África do Sul. Participaram da prova 11 atletas sendo que todos concluíram a prova. 

## Recordes
Antes desta competição, os recordes mundiais e do campeonato nesta prova eram os seguintes:
|                       | Nome               | Nacionalidade   | Distância | Local      | Data                |
| --------------------- | ------------------ | --------------- | --------- | ---------- | ------------------- |
| Recorde mundial       | Natalya Lisovskaya | União Soviética | 22m 63cm  | Moscou     | 7 de junho de 1987  |
| Recorde do campeonato | Vivian Chukwuemeka | Nigéria         | 18m 86cm  | Porto Novo | 1 de julho de 2012  |
| Recorde africano      | Vivian Chukwuemeka | Nigéria         | 18m 43cm  | Walnut     | 19 de abril de 2003 |

## Medalhistas
| Ouro                          | Prata                   | Bronze                 |
| Auriol Dongmo Mekemnang (CMR) | Nwanneka Okwelogu (NGR) | Chioma Onyekwere (NGR) |

## Cronograma
Todos os horários são locais (UTC+2). 
| Data        | Hora  | Evento |
| ----------- | ----- | ------ |
| 26 de junho | 17:25 | Final  |

## Resultado final
| Posição           | Atleta                  | Nacionalidade   | Distância | Notas            |
| ----------------- | ----------------------- | --------------- | --------- | ---------------- |
| Medalha de ouro   | Auriol Dongmo Mekemnang | Camarões        | 17.64     |                  |
| Medalha de prata  | Nwanneka Okwelogu       | Nigéria         | 17.07     |                  |
| Medalha de bronze | Chioma Onyekwere        | Nigéria         | 15.71     |                  |
| 4                 | Jessica Inchude         | Guiné-Bissau    | 15.44     |                  |
| 5                 | Ischke Senekal          | África do Sul   | 15.07     |                  |
| 6                 | Lezaan Jordaan          | África do Sul   | 14.82     |                  |
| 7                 | Salome Mugabe           | Moçambique      | 14.31     |                  |
| 8                 | Amele Yebeltal          | Etiópia         | 12.86     | Recorde nacional |
| 9                 | Andrea Vahoua           | Costa do Marfim | 11.99     |                  |
| 10                | Conette Smith           | Namíbia         | 10.77     |                  |
| 11                | Savana Ager             | Zimbabwe        | 8.10      |                  |

Legenda
| Recorde mundial       | Recorde mundial (World record)               |                       | Recorde africano                      | Recorde africano (African) |                                           | Q | Classificado por posição (Qualified) |
| Recorde do campeonato | Recorde do campeonato (Championship record)  | Recorde da América    | Recorde da América (Americas)         | q                          | Classificado por melhor tempo (Qualified) |   |                                      |
| Melhor marca do ano   | Melhor marca do ano (World leading)          | Recorde asiático      | Recorde asiático (Asian)              | DNS                        | Não largou (Did not start)                |   |                                      |
| Recorde nacional      | Recorde nacional (National record)           | Recorde europeu       | Recorde europeu (European)            | DNF                        | Não terminou (Did not finish)             |   |                                      |
| Recorde pessoal       | Recorde pessoal do atleta (Personal best)    | Recorde da Oceania    | Recorde da Oceania (Oceania)          | DSQ / DQ                   | Desclassificado (Disqualified)            |   |                                      |
| Recorde da temporada  | Recorde da temporada do atleta (Season best) | Recorde sul-americano | Recorde sul-americano (South America) | NM                         | Sem marca (No mark)                       |   |                                      |